# 悪いやつら
『悪いやつら』（わるいやつら、原題：범죄와의 전쟁 : 나쁜놈들 전성시대）は、2012年公開の韓国映画。監督のユン・ジョンビンは大学在学中に撮影したデビュー作『許されざるもの』に続いてハ・ジョンウを主役に起用している。

## ストーリー
1982年、釜山の税関職員のイクヒョン（チェ・ミンシク）は釜山港で不法に持ち込まれたヒロポンを発見する。業者からの賄賂によって税関を解雇されようとしていたイクヒョンは、釜山を縄張りとする暴力団のボス、ヒョンベ（ハ・ジョンウ）にヒロポンを横流しするが、その際にヒョンベが遠戚であると判明し、手を組むようになる。公務員時代のコネや名家である親戚のツテを頼りながら、巧みな交際術と機知によってヒョンベと共に裏社会での勢力を拡大していくイクヒョンだったが、1990年に盧泰愚大統領が「犯罪との戦争」を宣言し暴力組織を一掃し始めると、二人の間にも亀裂が生じ始めるようになる。

## キャスト
- チェ・イクヒョン：チェ・ミンシク
- チェ・ヒョンベ：ハ・ジョンウ
- キム・パンホ：チョ・ジヌン
- イクヒョンの義弟：マ・ドンソク
- チョ・ボムソク：クァク・ドウォン
- パク・チャンウ：キム・ソンギュン
- チョン社長：キム・ヘウン
- ハン弁護士：ソン・ヨンチャン
- チェ・ジュドン部長検事：キム・ウンス
- イクヒョンの息子：パク・ビョンウン

## 受賞
- 第33回青龍映画賞 主演男優賞：チェ・ミンシク、脚本賞：ユン・ジョンビン、音楽賞：チョ・ヨンウク
- 第48回百想芸術大賞 映画大賞、新人男優賞：キム・ソンギュン
- 第32回韓国映画評論家協会賞：脚本賞ユン・ジョンビン